# یواس‌اس وسترن ورلد (۱۸۵۶)
یواس‌اس وسترن ورلد (۱۸۵۶) (به انگلیسی: USS Western World (1856)) یک کشتی بود که طول آن ۱۷۸ فوت (۵۴ متر) بود. این کشتی در سال ۱۸۵۶ ساخته شد.